# Aeropuerto T1-T2-T3 (métro de Madrid)
Aeropuerto T1-T2-T3 est une station de la ligne 8 du métro de Madrid qui dessert trois terminaux de l'aéroport Adolfo-Suárez.

## Histoire
La station fait partie de la ligne 8 du métro madrilène et se situe au niveau du terminal 2 de l'aéroport de Madrid-Barajas. Elle est inaugurée le 14 juin 1999 et porte alors le nom de Aeropuerto. Elle change de nom en mai 2007 en raison de la création de l'arrêt Aeropuerto T4 et prend alors le nom de Aeropuerto T1-T2-T3.
Comme la station Aeropuerto T4, l'accès à cette station s'effectue après paiement d'un supplément de trois euros qui concerne l'ensemble des tarifications à l'exception des abonnements.

## Développements futurs
En mars 2020, la communauté de Madrid annonce le lancement d'un projet de prolongement de la ligne 5 sur 1,5 km entre Alameda de Osuna et Aeropuerto T1-T2-T3. D'un coût prévisionnel de 75 millions €, les travaux devaient permettre l'ouverture de cette nouvelle section en 2024. Finalement, le gouvernement régional annonce en février 2025 un démarrage des travaux au printemps avec un objectif de mise en service à la fin de l'année 2027 ou au début de l'année 2028, pour un coût de 180 millions €.